# DN79A
De DN79A (Drum Național 79A of Nationale weg 79A) is een weg in Roemenië. Hij loopt van Hongarije via Chișineu-Criș en Ineu naar Vârfurile. De weg is 127 kilometer lang.

## Europese wegen
De volgende Europese weg loopt met de DN79A mee:
- in Chișineu-Criș (dubbelnummering met de DN79